# Ralf Sartori
Ralf Sartori (* 23. Oktober 1962 in München) ist ein deutscher Autor, Herausgeber, Photograph, Tangolehrer und -choreograph.

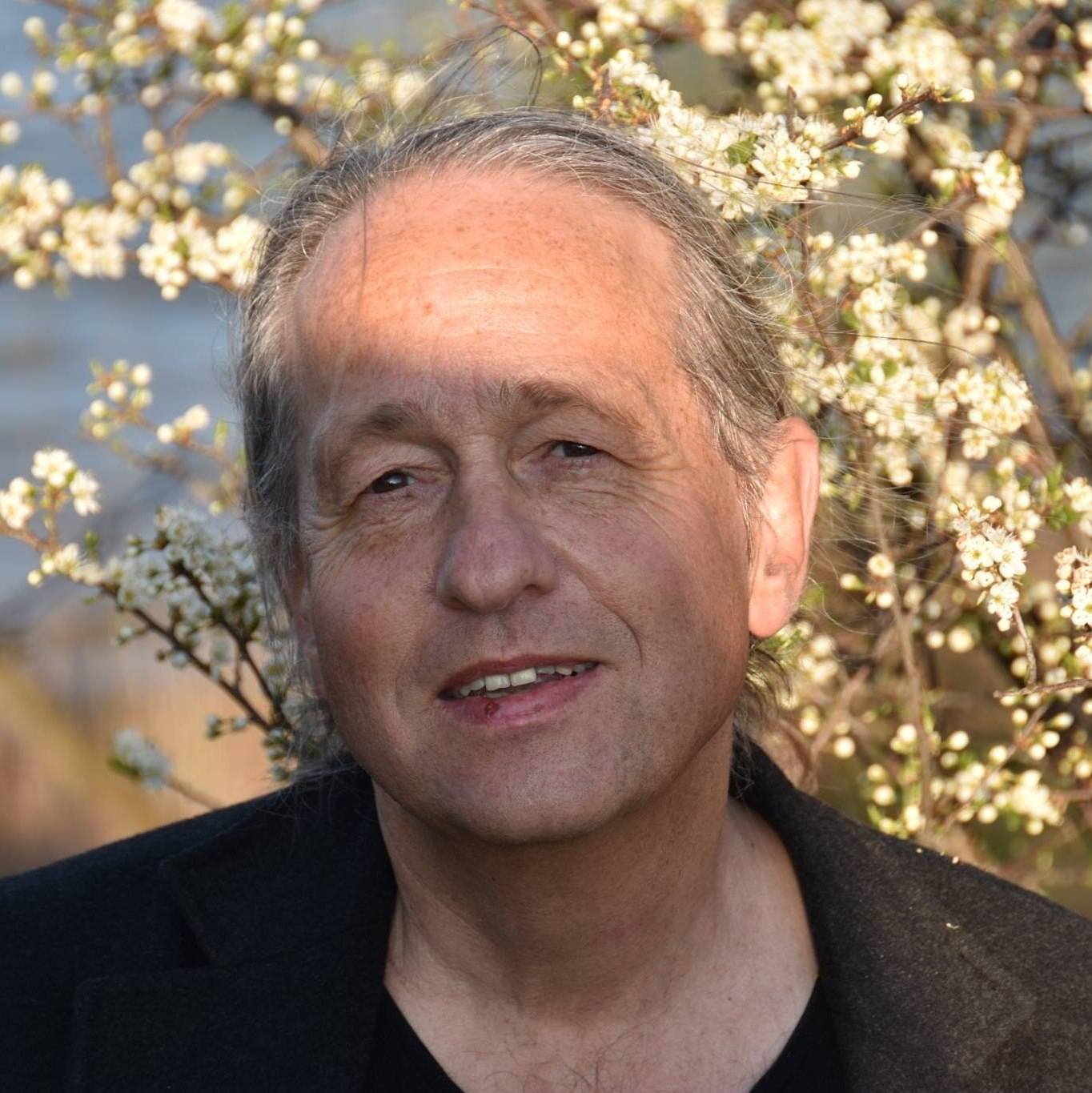
Ralf Sartori im Jahr 2024.

## Leben
Nach Kindheit und Jugend in München verbrachte Ralf Sartori die Jahre 1982 bis 1994 in Berlin, wo er einige Zeit selbständig als Landschaftsgärtner tätig war. Um zu schreiben, lebte er 1998 in Venedig und 2005 in Puglia/Süditalien. Neben seiner Redaktions- und Autorentätigkeit arbeitet er seit 1994 als Lehrer, Tänzer und Choreograf für Tango Argentino.

## Werk

### Tango
Seit dem Jahr 1992 wirkt Sartori als Tangolehrer und Showtänzer, seit 1994 als Veranstalter, Film- und Fernseh-Choreograph, u. a. bei der UFA-Filmproduktion, und er gehört zu den Pionieren der Tango-Szene in München. Er entwickelte dabei ein eigenes System tänzerischer Körperarbeit. Es folgten im Jahr 1994 die Gründung einer eigenen Tango-Schule sowie Unterrichtstätigkeit für Schauspieler der Bayerischen Theaterakademie des Prinzregententheaters. Von 1997 bis 1999 leitete Sartori Seminare in Schloss Elmau. Sein Hauptwerk Tango, die einende Kraft des tanzenden Eros, das er zusammen mit der Musik-Philosophin Petra Steidl verfasste, erschien in mehreren Sprachen.
Seit 2014 ist Ralf Sartori Herausgeber und Redakteur einer Buchreihe zum Thema Tango im Allitera Verlag in München. Seit 2013 wirkt Sartori auch als Kurator und Organisator einer Tango-Filmreihe.

### Nymphenspiegel Kulturforum
Sartori ist Initiator und Organisator des Nymphenspiegel Kulturforums (2005) sowie Herausgeber des zugehörigen Buchreihe Nymphenspiegel. Ausgangs-Überlegung ist dabei das arabische Sprichwort „Ein Buch ist ein Garten, den man in der Tasche tragen kann“. Der Nymphenspiegel nimmt diese Idee auf – als literarisch-gärtnerische Komposition, die sich in die Felder Lyrik, Prosa und Geschichte gliedert. Die Buchreihe „Nymphenspiegel“ erscheint jährlich mit einem weiteren Band. Dabei spiegelt diese Publikation ein Thema wie den Schlosspark Nymphenburg in Beiträgen wechselnder Autoren, die sich aus persönlicher Beziehung zu dem Gegenstand literarisch inspirieren lassen. Flankiert wird der Nymphenspiegel durch regelmäßig stattfindende Literatur-Salons, Konzerte und Themenführungen.

### Forum Neue Isar
Gemeinsam mit dem Biologen Nico Döring gründete Sartori im Oktober 2010 das Forum Neue Isar, das sich Fragen der Renaturierungsprojekte an der Isar, wie dem Münchner Isar-Plan, und verstärkter Bürgerbeteiligung bei kommunalen Projekten widmet.

### Fotokunst
Ralf Sartori arbeitet seit 2003 als professioneller Fotograf. Darüber hinaus leitet er fotografische Exkursionen, mitunter auf Basis von Kunsttherapie und Selbsterfahrung. Mit seinem Mobilen Fotolabor für Angewandte Poesie greift er verstärkt seit 2020 ihm wichtige Orts-Schwerpunkte auf, die er in seiner bisherigen Arbeit bereits mitunter fokussierte. Dabei handelt es sich unter anderem um Schloss Nymphenburg und dessen Park, die Isar, den Englischen Garten und den Park von Schloss Schleißheim. Im Fünfseenland befinden sich Sartoris Schwerpunkte zwischen Herrsching und Dießen sowie Starnberg, Feldafing und Tutzing mit Seeshaupt und dem kleinen Ort Steinebach am Wörthsee.

## Publikationen
- Tango – Tanz der Herzen / Ein Unterrichtsbuch zum Argentinischen Tango. Kleb Verlag, Wangen im Allgäu 2000, ISBN 3-9803795-6-6.
- Tango-Dialogo – Erotische Zwiegespräche im Tanz. Kleb Verlag, Wangen im Allgäu, 2004, ISBN 3-9807426-3-6.
- Tango in München – Geschichte und Gegenwart der Münchner Tango-Szene. München Verlag 2007, ISBN 978-3-937090-21-4.
- Tango – die einende Kraft des tanzenden Eros. Allitera Verlag, München 2010, ISBN 978-3-86906-132-0.
- Tango: Die Essenz, 49 Maximen für den tanzenden Eros, „Dotbooks“, München 2012, ISBN 978-3-943835-68-7
- Wiesengrund, Über innere und äußere Gärten, „Atlantis“, Heinrich Hugendubel Verlag, München 2001, ISBN 3-7205-2175-3
- Zauberworte aus dem Garten, arsEdition, München 2002, ISBN 3-7607-1903-1
- Nymphenspiegel Band  I: Jahrbuch zum Nymphenburger Schlosspark. Allitera Verlag, München 2005, ISBN 3-86520-177-6.
- Nymphenspiegel Band  II: Jahrbuch zum Nymphenburger Schlosspark. Buch & media, München 2006, ISBN 3-86520-251-9.
- Nymphenspiegel Band III: Jahrbuch zum Nymphenburger Schlosspark. Buch & media, München 2007, ISBN 978-3-86520-292-5.
- Nymphenspiegel Band IV: Apollo-Forum. Buch & media, München 2008, ISBN 978-3-86520-330-4.
- Nymphenspiegel Band V: Aus den Gärten. Buch & media, München 2009, ISBN 978-3-86520-356-4.
- Nymphenspiegel Band VI: Die neue Isar, Renaturierung, kulturelle Öffnung und Ideen-Fluß. / 1. Band. Buch & media, München 2010, ISBN 978-3-86520-381-6.
- Nymphenspiegel Band VII: Die neue Isar, Renaturierung, kulturelle Öffnung und Ideen-Fluß. / 2. Band (Das Buch zum Abschluss des Projekts Isar-Plan in München). Buch & media, München 2011, ISBN 978-3-86520-390-8.
- Nymphenspiegel Band VIII: Die neue Isar, Renaturierung, kulturelle Öffnung und Ideen-Fluß, Geschichtliches wie Literarisches. / 3. Band. Buch & media, München 2012, ISBN 978-3-86520-427-1.
- Nymphenspiegel Band IX: Die neue Isar, Renaturierung, kulturelle Öffnung und Ideen-Fluß, Geschichtliches wie Literarisches. / 4. Band. Buch & media, München 2012, ISBN 978-3-86520-447-9.
- Tango Global: Tango in Berlin, Geschichten zur Pionierzeit und Tango am Rio de la Plata/Buenos Aires und Montevideo. München 2015, ISBN 978-3-86906-698-1.
- Tango Global: Tango – Die Essenz/Eine Annäherung mit 49 Maximen für den tanzenden Eros (in überarbeiteter Neuauflage). München 2015, ISBN 978-3-86906-798-8.
- Tango Global: Tango in Berlin: Die Pionierinnen und Streiflichter durch die Berliner Tangoszene. München 2016, ISBN 978-3-86906-885-5.
- Tango Global: Tango in Berlin: Ein Querschnitt der Berliner Tangoszene heute und in den 1920ern, Tango als Paartherapie, in seiner Symbolhaftigkeit und Spiritualität, sowie aus kulturwissenschaftlicher Sicht. München 2017, ISBN 978-3-86906-978-4.
- Tango Global: Die Essays/Über den Tango, das Leben und den ganzen Rest. München 2017, ISBN 978-3-96233-006-4.